# Заробітна платня, ціна й зиск
Заробітна платня, ціна й зиск (нім. Lohn, Preis und Profit)  — доповідь, прочитана німецьким філософом і економістом Карлом Марксом (1818-1883) на засіданні Генеральної ради Міжнародного товариства робітників 20 і 27 червня 1865 року. У цій доповіді він вперше публічно й у доступній формі виклав основи свого вчення, зокрема пояснивши, що таке вартість товару, виходячи з трудової теорії вартости. Ця теорія дозволила послідовно з'ясувати, що продає робітник капіталістичному підприємцю і за скільки. Також доповідь розкриває джерела доходу банкірів і земельних власників — додаткова вартість, створена найманими працівниками на капіталістичних підприємствах.
Твір Маркса вперше було опубліковано англійською мовою окремою брошурою 1898 року в Лондоні. Того ж року він вийшов німецькою у журналі «Neue Zeit» і російською — у журналі «Жизнь». Перший український переклад надрукувало 1923 року українсько-американське видавництво «Космос», створене членами Комуністичної партії Західної України.